# Internationales Discantus Festival
Das Internationale Discantus Festival war ein jährliches Festival für zeitgenössische klassische Musik (Neue Musik), das zwischen 2008 und 2012 in der mexikanischen Stadt Puebla stattfand und vom Komponisten Jorge Andrade Roca in Zusammenarbeit mit dem Städtischen Institut für Kunst und Kultur von Puebla organisiert wurde.

## Geschichte
Die erste Ausgabe des Festivals fand 2008 statt, initiiert von der Stadtverwaltung, und bis 2011 trug die Veranstaltung den Untertitel ‚Szenarien der Neue Musik‘, der 2012 in ‚Neue Szenarien der Kunst‘ geändert wurde. In jenem Jahr wurde festgestellt, dass es dem Festival „es gelungen ist, sich in der regionalen und nationalen Kulturgeographie mit wichtigen internationalen Resonanzen zu positionieren“, und bemerkte, dass es „fünf Jahre nach seiner Gründung ist das Festival bereits eine weltweit anerkannte Plattform für die Verbreitung zeitgenössischer Konzertmusik“.

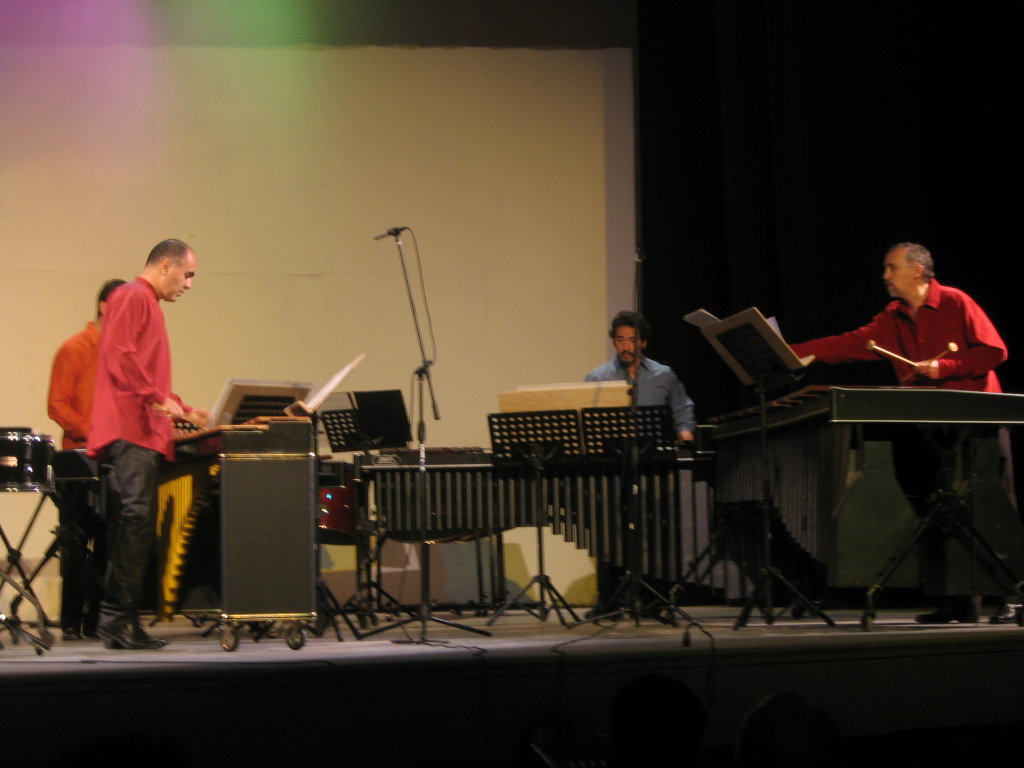
Tambuco (Schlagzeugquartett), Internationales Discantus Festival

Zwischen 2008 und 2011 ermöglichte das Festival die Teilnahme junger und erfahrener Schöpfer aus verschiedenen geografischen Gebieten, „basierend auf offenen und universellen Kriterien“ und „Förderung von Verbindungen zwischen angestammten Traditionen und avantgardistischen Vorschlägen“. Zum Beispiel umfasste das Festival während seiner zweiten Ausgabe im Jahr 2009 „Recitals, Gespräche, Kurse, Workshops, Installationen, Klangkunst, elektroakustische Musik und Experimente zur Klangverräumlichung“ und wurde von Künstlern aus den Vereinigten Staaten, Deutschland, Italien und Frankreich besucht. So waren zwischen 2008 und 2012 „Pluralität, Innovation und Inklusion drei der Merkmale, die das Discantus-Festival geprägt haben“.
Während seiner fünften und letzten Ausgabe, die 2012 stattfand, entschied sich das Festival für eine disziplinäre Interaktion zwischen Kunst und Wissenschaft und bot sowohl Konzerte mit zeitgenössischer klassischer Musik als auch akademische Aktivitäten, die sich in Konferenzen widerspiegelten, die sich mit Wissensgebieten wie Mathematik, Physik und Psychiatrie befassten. Diese Interdisziplinarität wurde auch durch die mit der Veranstaltung verbundenen Veranstaltungsorte deutlich: das Städtische Institut für Kunst und Kultur von Puebla (IMACP),  das Theater der Stadt Puebla, die Kunstgalerie des Städtischen Palastes, die Benemérita Universidad Autónoma de Puebla, das Technologiemuseum von Monterrey und das Nationale Institut für Astrophysik, Optik und Elektronik (INAOE) von Tonanzintla.